# Molí del Cavaller (Vilada)
El molí del Cavaller és un molí fariner enrunat ubicat al terme municipal de Vilada, el Berguedà que està inventariat com a patrimoni immoble al mapa de patrimoni cultural de la Generalitat de Catalunya amb el número d'element IPAC-3734. El molí del cavaller tenia un ús industrial.

## Situació geogràfica i accessos
S'arriba a les restes del molí del Cavaller per una pista forestal que està a la dreta del Club Nàutic Vilada, a la carretera C-26 entre Berga i Vilada.

## Descripció i característiques
El molí fariner del Cavaller és una construcció del segle xvii o començaments del xviii que es troba totalment derruïda degut a l'abandonament -des de la dècada de 1940- i al fet que les aigües de l'embassament de la Baells el van negar en part.
Quan es construí el pantà es varen treure tots els materials aprofitables: teules, fusta, pedra... Tot i això, conserva part dels murs de pedra molt irregular i algunes obertures de llindes ben treballades.

## Història
El molí del Cavaller estava situat dins els dominis del Baró de la Portella. Era un dels molts molins del terme de Vilada, al peu de la riera de Merdançol. Funcionà durant tot el segle xviii, XIX i fins després de la Guerra Civil.